# Emden
Emden je město a přístav ležící na řece Emži (Ems) ve spolkové zemi Dolní Sasko na severozápadě Německa. Jedná se o největší město regionu Východní Frísko, ve kterém žije přibližně 51 tisíc obyvatel. V historii bylo významné především jako centrum námořního obchodu. Po druhé světové válce se zde usídlil závod automobilky Volkswagen. Od roku 1973 je zde i Vysoká škola aplikovaných věd.

## Historie

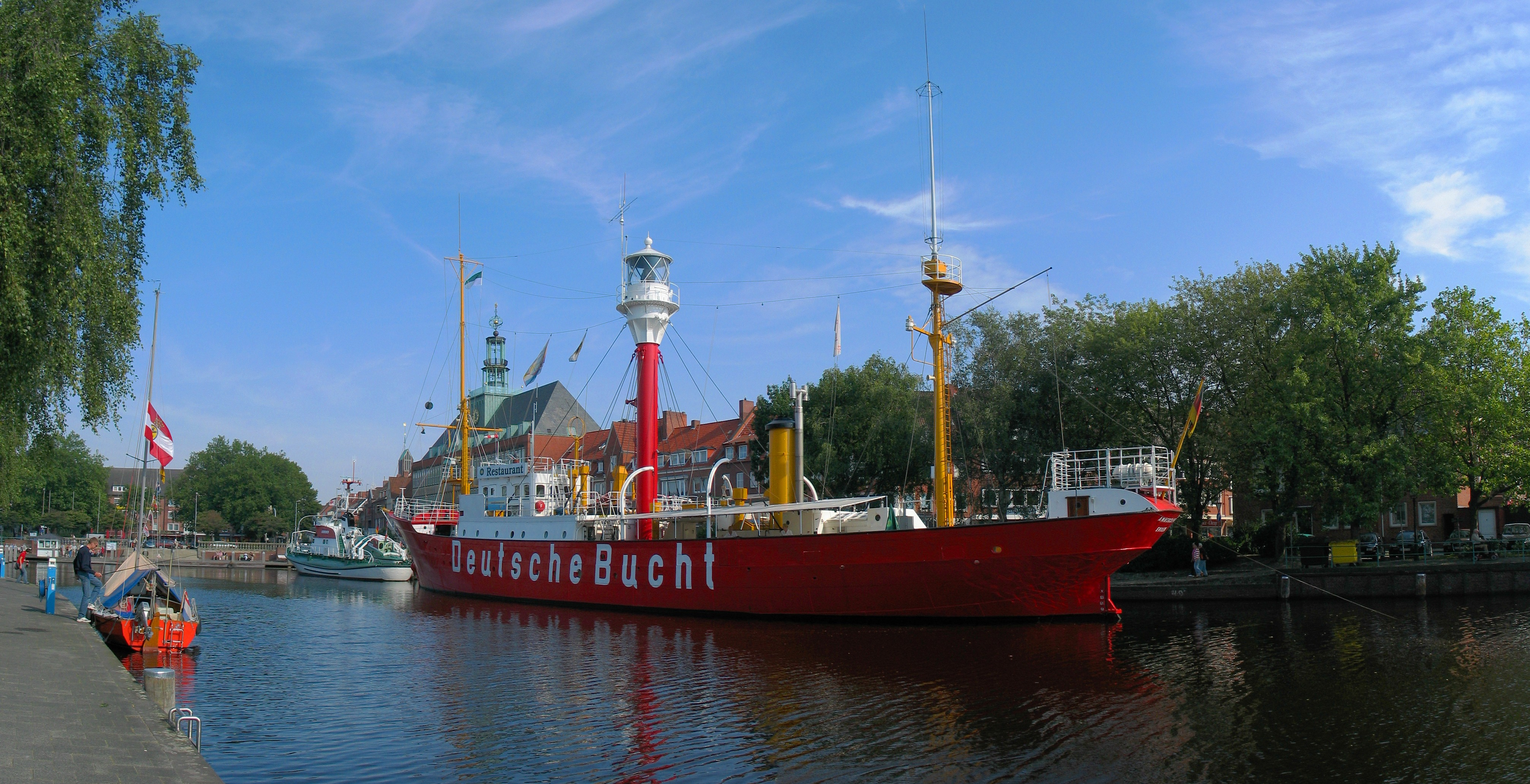
Přístav v Emdenu

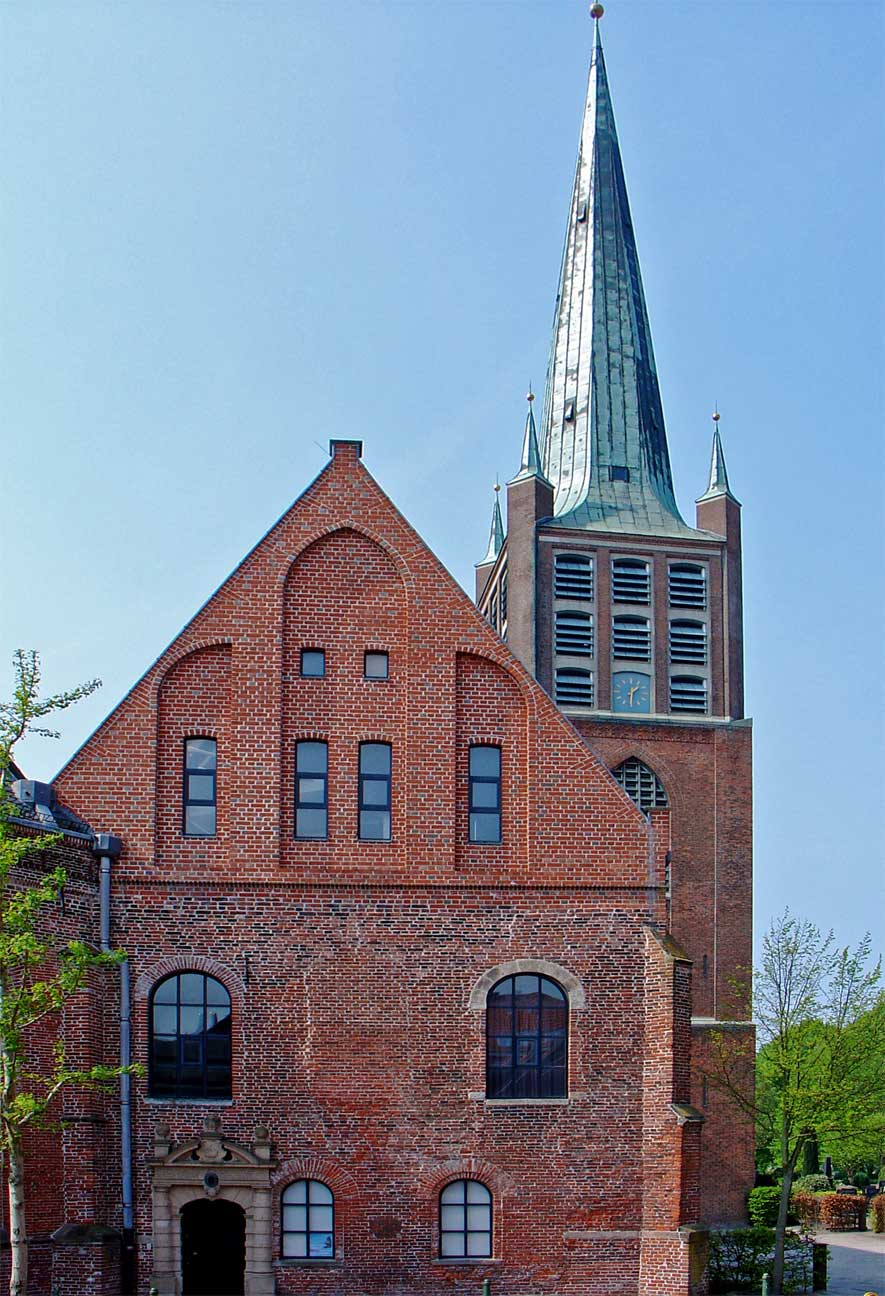
Emdenský kostel

Přesné datum založení Emdenu je neznámé, ale město pravděpodobně existovalo přinejmenším od 8. století. V historické literatuře lze Emden najít i pod názvy Amuthon, Embda, Emda a Embden. Městská privilegia a vlastní znak získal Emden v roce 1495 od císaře Maxmiliána I.
V 16. století se Emden stal důležitým centrem protestantské reformace za vlády hraběnky Anny Oldenburské, která hledala náboženskou „třetí cestu“ mezi luteránstvím a katolicismem. V roce 1542 jmenovala polského šlechtice Jana Laskiho (známý též jako Johannes a Lasco) pastorem protestantského kostela v Emdenu. Laski její nabídku přijal a po dobu sedmi let pokračoval v rozšiřování nového náboženství ve Východním Frísku. Nicméně v roce 1549 se Anna dostala pod tlak císaře Karla V. a byla nucena Laskiho odvolat.
Emden bylo obecně bohaté město. Jeho ekonomika vzkvétala především v 17. století, díky činnosti obchodníků, rejdařů (majitelů lodí) a řemeslníků. Vliv měl také příchod mnoha přistěhovalců z území Flander (dnešní Belgie), poté co odtud museli v 16. století odejít protestanti. V Emdenu byly tištěny Bible v nizozemštině.
V roce 1744 byl Emden připojen k Prusku. V roce 1752 pronajal Fridrich Veliký Emdenskou obchodní společnost, ta ale byla v troskách po tom, co byl Emden krátkou dobu pod vládou francouzských ozbrojených sil během sedmileté války. Město bylo osvobozeno anglo-německými silami roce 1758 a po zbytek trvání války byl Emden hlavní zásobárnou anglických vojsk.
Během napoleonské éry byl Emden a okolní pozemky Východního Fríska součástí Holandského království.
Industrializace města začala kolem roku 1870. Na konci 19. století byl postaven kanál Dortmund-Ems, který propojoval Emden s městy v Porýní. V té době se z Emdenu stal významný přístav. Hlavní náklad lodí tvořilo uhlí a železná ruda. Poslední loď s železnou rudou v tomto přístavu zakotvila v roce 1986.
Centrum města bylo téměř kompletně zničeno při spojeneckých náletech během druhé světové války. Tyto nálety zničily téměř všechny historické a cenné budovy. První bombardování Emdenu proběhlo 31. března 1940 jednotkou RAF, avšak bombardování s nejzávažnějšími následky proběhlo 6. září 1944, kdy bylo zničeno zhruba 80 % všech domů v centru města. Zvláštní je, že loděnice a přístav zůstaly naprosto nedotčené, přestože z průmyslového hlediska byly nejdůležitější. Ze strany Britů se pravděpodobně jednalo o odvetu za nálety na město Coventry. Rekonstruované město bylo znovuotevřeno dne 6. září 1962, přesně 18 let po zmíněném bombardování.

## Podnebí
Podnebí v Emdenu je průměrné a typické pro celou západní Evropu. Nejteplejšími měsíci jsou červenec a srpen, kdy se teplota pohybuje okolo 22 °C. Naopak nejstudenějšími měsíci jsou leden a únor, kdy se teplota pohybuje okolo −1 °C. Za rok průměrně v Emdenu naprší 801 mm srážek a nejdeštivější měsíc je září, kdy naprší průměrně 80,5 mm. Naopak nejsušší je duben, kdy naprší okolo 39 mm srážek.

## Ekonomika
Hlavním zaměřením hospodářství v Emdenu je výroba automobilů a stavba lodí. Je zde velký závod značky Volkswagen, který produkuje auta Volkswagen Passat a je v něm zaměstnáno přes 10 000 lidí. V emdenské loděnici se staví konvenční ponorky, nákladní lodě a ledoborce.
Dalším důležitým hospodářským odvětvím je cestovní ruch. Do města přijíždějí mj. turisté ubytovaní v letoviscích na pobřeží Severního moře, například v malebné rybářské vesnici Greetsiel.
V Emdenu má sídlo letecká společnost Ostfriesische Lufttransport.
Odborná vysoká škola aplikovaných věd (Fachhochschule für angewandte Wissenschaften) byla v Emdenu otevřena v roce 1973. V současné době je na ní zapsáno zhruba 4 240 studentů.

## Osobnosti z Emdenu

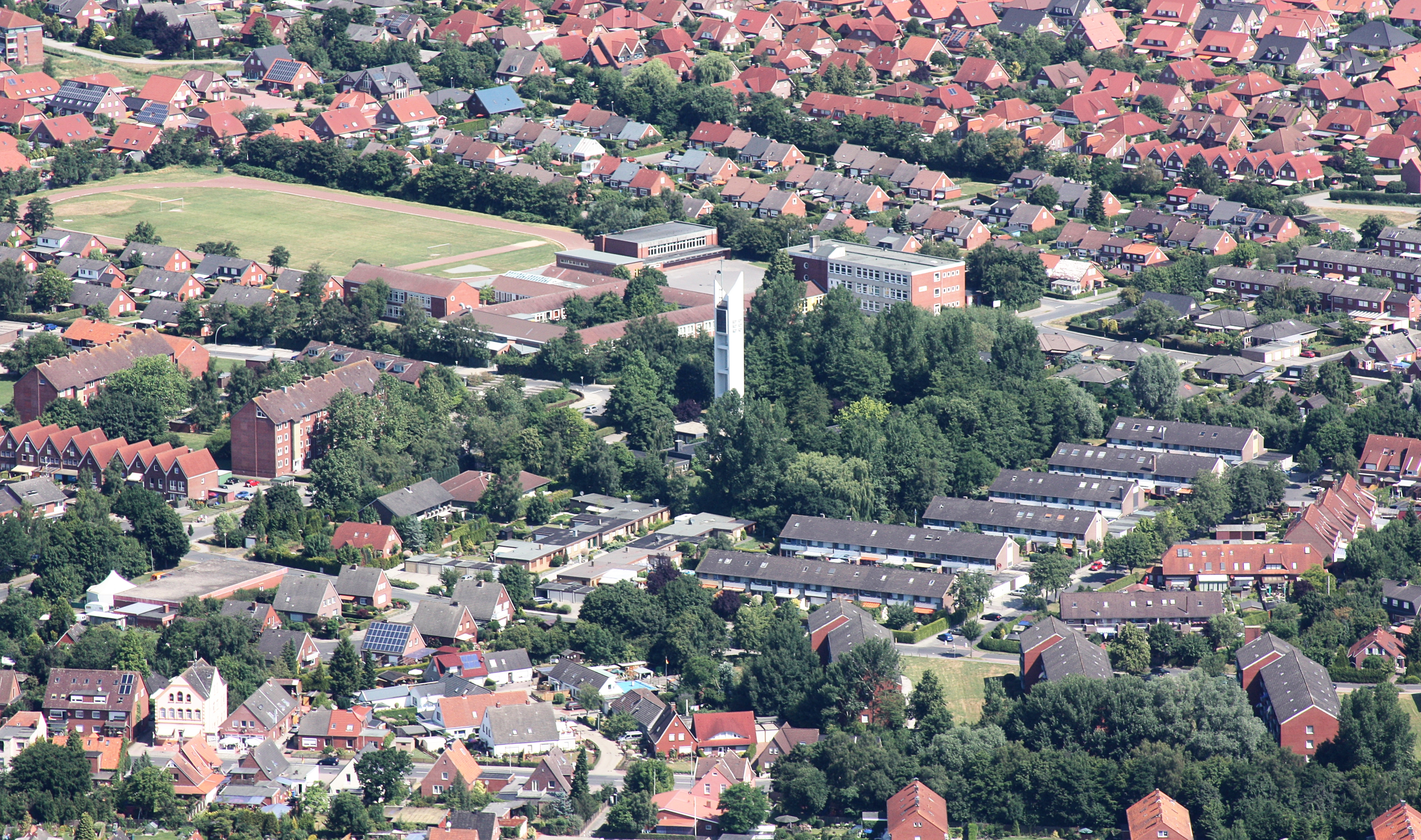
Pohled na Emden v roce 2010

- Johannes Althusius (1563-1638), právní vědec, politický teoretik, politik
- Jacob Emden (1697-1776), rabín
- Henri Nannen, (1913-1996), vydavatel a publicista
- Karl Dall (1941), moderátor, zpěvák a komik
- Wolfgang Petersen (1941), filmový režisér a producent
- Otto Waalkes (1948-), komik, umělec, zpěvák a herec
- Ferydoon Zandi (1979-), fotbalista

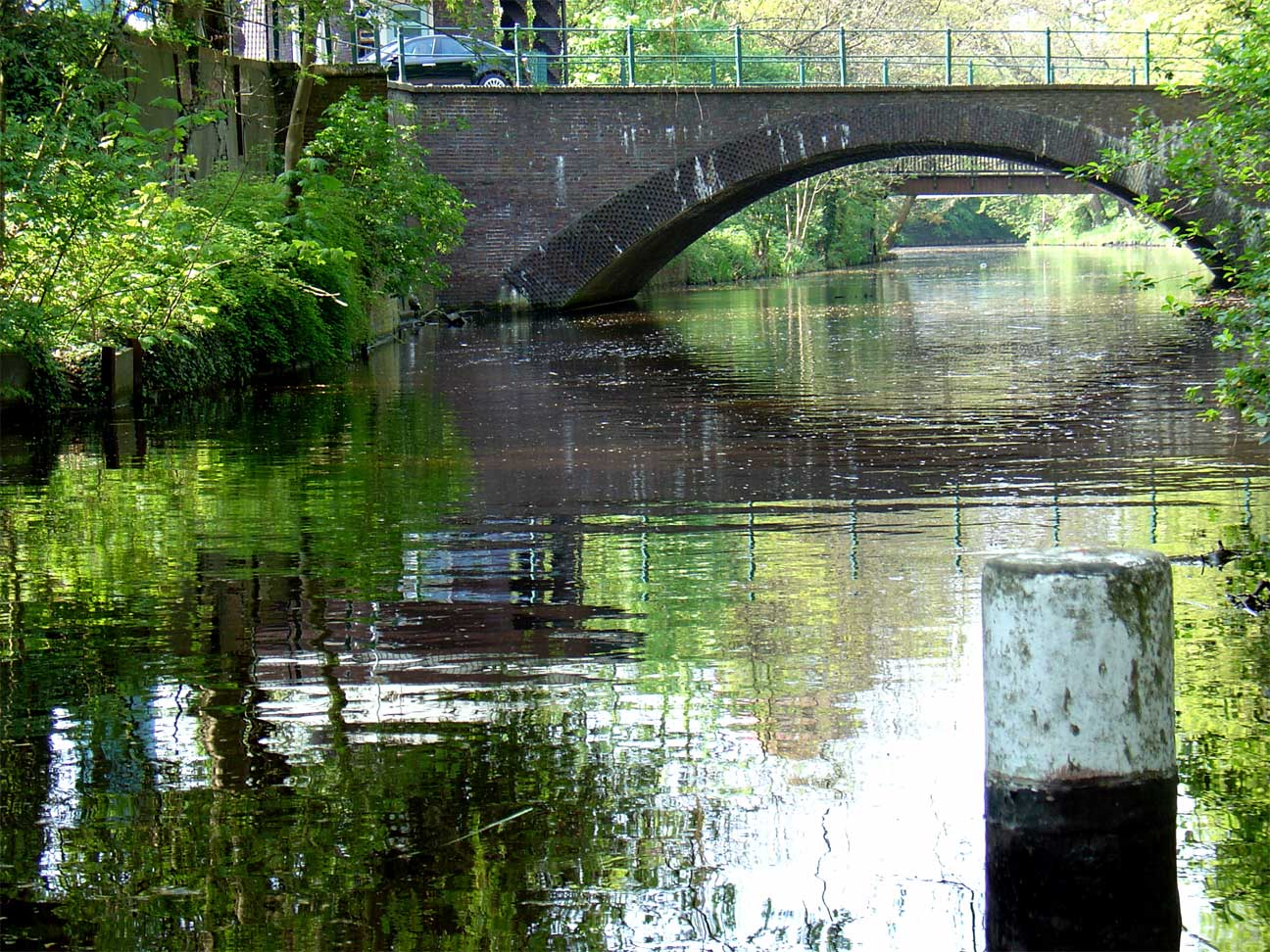
Most přes Emži

## Lodě pojmenovaná podle Emdenu
Tři německé lehké křižníky byly pojmenovány po Emdenu, přičemž dva sloužili v první světové válce a třetí ve druhé světové válce.
- SMS Emden (1906), lehký křižník v bitvách Kaiserliche Marine, u Bengálského zálivu a bitva o Cocos
- Emden (1911), škuner
- SMS Emden (1916), lehký křižník v Kaiserliche Marine
- Emden (1925), lehký křižník v Kriegsmarine, použitý v invazi Norska a Dánska
- F210 Emden (1979), fregata z německého námořnictva

## Partnerská města
Emden podepsal smlouvy o spolupráci s těmito městy:
- Hillingdon, Anglie
- Archangelsk, Rusko
- Haugesund, Norsko
- Prenzlau, Německo